# Trasporti in Grecia
Questa voce raccoglie le principali tipologie di trasporti in Grecia.

## Trasporti su rotaia

### Rete ferroviaria
totale: 2571 km (di cui 764 km elettrificati) 
- scartamento normale: 1565 km con scartamento di 1435 mm
- scartamento ridotto: 961 km con scartamento di 1000 mm; 22 km con scartamento di 750 mm
- scartamento duplice: 23 km presentano doppio scartamento di 1435 mm e 1000 mm (dati 2004)

### Reti metropolitane
Binari sotterranei sono presenti nelle seguenti città: Atene, Salonicco (in costruzione).

### Reti tranviarie
Atene è l'unica città della Grecia ad aver ripristinato il tram per le Olimpiadi del 2004.

## Trasporti su strada

### Rete stradale
Strade pubbliche: in totale 117.000 km 
- asfaltate: 107.406 km (inclusi 1.030 km di autostrade)
- bianche: 9.594 km (dati 1996)

### Reti filoviarie
Un unico sistema, gestito dall'azienda ILPAP, collega Atene e il suo porto, Il Pireo. Dal primo luglio 2011 ILPAP è stata assorbita in OSY, società che gestisce tutti i trasporti di superficie su gomma della capitale greca.

### Autolinee
In tutto il territorio sono ampiamente presenti aziende pubbliche e private che gestiscono trasporti urbani, suburbani, interurbani e turistici esercitati con autobus.

## Idrovie
Sono presenti 80 km di acque navigabili:
- tre canali, compreso il canale di Corinto (6 km) che attraversa l'istmo di Corinto, collegando il golfo di Corinto con il mar Egeo
- tre fiumi non collegati tra loro.

## Porti principali
- Alessandropoli
- Eleusi
- Corfù
- Calcide
- Igoumenitsa
- Patrasso
- Il Pireo
- Salonicco
- Volo

## Trasporti aerei

### Aeroporti
In totale: 82 (dati 2005)
a) con piste di rullaggio pavimentate: 67 
- oltre 3047 m: 5
- da 2438 a 3047 m: 16
- da 1524 a 2437 m: 19
- da 914 a 1523 m: 17
- sotto 914 m: 10 (dati 2005)

b) con piste di rullaggio non lastricate: 15 
- da 914 a 1,523 m: 3
- sotto 914 m: 12 (dati 2005)

### Eliporti
In totale: 8 (dati 2005)